# Katrin Kohv
Katrin Kohv (nascida a 8 de fevereiro de 1964, em Tallinn) é uma actriz estoniana.
Em 1986 Kohv graduou-se no Departamento de Arte de Palco do Conservatório Estatal de Tallinn. Entre 1986 e 1990 trabalhou no Teatro de Ugala e depois, entre 1990 e 1993, no Vanalinnastuudio. Além de ter interpretado diversos papeis em teatro, ela também participou em vários filmes.
Prémios:
- 1984: Prémio Voldemar Panso[1]